# Brenden Vanderpool
Brenden Vanderpool (* 2005) ist ein bahamaischer Leichtathlet, der sich auf den Stabhochsprung spezialisiert hat und aktuell Inhaber des Landesrekordes ist.

## Sportliche Laufbahn
Erste internationale Erfahrungen sammelte Brenden Vanderpool bei den CARIFTA Games 2022 in Kingston, bei denen er mit übersprungenen 4,35 m die Goldmedaille gewann. Im Jahr darauf verteidigte er bei den CARIFTA Games in Nassau mit neuem Landesrekord von 5,06 m seinen Titel und anschließend gewann er bei den U23-NACAC-Meisterschaften in San José mit 4,95 m die Silbermedaille hinter dem US-Amerikaner Hunter Garretson. Zudem gewann er bei den U20-Panamerikameisterschaften in Mayagüez mit 4,75 m die Bronzemedaille. 2024 siegte er mit 5,30 m zum dritten Mal bei den CARIFTA Games in St. George’s und stellte damit einen neuen Spiele- und Landesrekord auf. Im August verpasste er bei den U20-Weltmeisterschaften in Lima mit 4,80 m den Finaleinzug.